# 32184 Yamaura
32184 Yamaura è un asteroide della fascia principale. Scoperto nel 2000, presenta un'orbita caratterizzata da un semiasse maggiore pari a 2,5454150 UA e da un'eccentricità di 0,2016679, inclinata di 12,07262° rispetto all'eclittica. Ha un diametro di 3,596 km.